# Zurab Khizanishvili
Zurab Khizanishvili (in georgiano ზურაბ ხიზანიშვილი?; Tbilisi, 6 ottobre 1981) è un ex calciatore georgiano, di ruolo difensore.

## Carriera

### Club
Ha iniziato la carriera nella Dinamo Tbilisi. In seguito ha vestito le maglie di Tbilisi, Lokomotivi Tbilisi, Dundee e Rangers, squadra che nel 2006 lo ha ceduto in prestito ai Blackburn Rovers. Nell'estate 2009 è passato in prestito al Newcastle.

## Palmarès

### Club

#### Competizioni nazionali
- Campionato georgiano: 1

Dinamo Tbilisi: 1993-1994
- Supercoppa di Georgia: 1

Dinamo Tbilisi: 2014
- Campionato scozzese: 1

Rangers: 2004-2005
- Coppa di Lega scozzese: 1

Rangers: 2004-2005